# A Bigger Splash (film, 2015)
Pour les articles homonymes, voir A Bigger Splash (homonymie).
Ne doit pas être confondu avec A Bigger Splash (film, 1973).
Pour plus de détails, voir Fiche technique et Distribution.
A Bigger Splash, ou Au bord de la piscine au Québec, est un thriller franco-italien coproduit et réalisé par Luca Guadagnino, sorti en 2015.
Il s'agit d'un remake du film La Piscine de Jacques Deray, sorti en 1969.

## Synopsis
Pour vivre heureux, vivons cachés, c'est certainement ce que devait se dire le couple composé de Marianne (Tilda Swinton), célèbre chanteuse rock anglaise, et Paul (Matthias Schoenaerts), talentueux photographe belge, en lézardant amoureusement dans une jolie villa isolée sur l'île sicilienne de Pantelleria. C'était sans compter sur l'arrivée imprévue de leur vieil ami ingénieur du son et producteur de musique rock Harry (Ralph Fiennes), venu leur présenter sa fille, la jeune et séduisante adolescente Pénélope (Dakota Johnson), dont il n'a appris l'existence que très récemment. De ce fait, la quête de tranquillité de Paul et Marianne va forcément voler en éclats alors que cette dernière profitait également de ce séjour idyllique pour se remettre d'une vilaine et fâcheuse extinction de voix, a fortiori quand on est chanteuse. Mais voilà, Harry, avec son exubérance agaçante et son humour souvent lourdingue, met un terme à la quiétude des tourtereaux, il est aussi là pour tenter de reconquérir Marianne, qui s'avère être son ancienne compagne, tandis que sa fille est bien décidée à séduire Paul. Le marivaudage qui en découle va forcément déclencher des tensions entre Paul et Harry qui déboucheront inévitablement sur un drame dans la piscine de la villa.

## Fiche technique
- Titre original : A Bigger Splash
- Réalisation : Luca Guadagnino
- Scénario : David Kajganich (en), d'après une histoire d'Alain Page
- Direction artistique : Maria Djurkovic
- Décors : Roberta Federico et Zsuzsa Kismarty-Lechner
- Costumes : Giulia Piersanti
- Photographie : Yorick Le Saux
- Montage : Walter Fasano
- Production : Michael Costigan, Luca Guadagnino et Sonya Lunsford
- Sociétés de production : Frenesy Film Company, Cota Film, Ministero per i Beni e le Attività Culturali, Regione Siciliana, Sicilia Film Commission, Sensi Contemporanei Cinema e Audiovisivo et Studiocanal
- Sociétés de distribution : Lucky Red (Italie), StudioCanal (France)
- Pays d’origine :  Italie /  France
- Langue originale : anglais et italien
- Format : couleur
- Genre : thriller
- Durée : 124 minutes
- Dates de sortie :
  - Italie : 6 septembre 2015 (Mostra de Venise) ; 26 novembre 2015 (sortie nationale)
  - Belgique : 16 mars 2016 (sortie nationale)
  - France : 15 décembre 2015 (Festival de cinéma européen des Arcs) ; 6 avril 2016 (sortie nationale)
- Classification :
  - France : Tous publics avec avertissement lors de sa sortie en salles et déconseillé aux moins de 10 ans à la télévision.

## Distribution
- Ralph Fiennes (V. F. : Bernard Gabay) : Harry
- Tilda Swinton (V. F. : Catherine Wilkening) : Marianne
- Matthias Schoenaerts (V. F. : Mathieu Delarive) : Paul
- Dakota Johnson (V. F. : Delphine Rivière) : Penelope
- Aurore Clément (V. F. : elle-même) : Mireille
- Corrado Guzzanti : Maresciallo Carabinieri

## Distinctions

### Nominations et sélections
- Mostra de Venise 2015 : sélection officielle

## Autour du film
A Bigger Splash est le remake du film de Jacques Deray, La Piscine (1968). Matthias Schoenaerts, Tilda Swinton, Ralph Fiennes et Dakota Johnson reprennent respectivement les rôles joués par Alain Delon, Romy Schneider, Maurice Ronet et Jane Birkin.